# Archidendron megaphyllum
Archidendron megaphyllum är en ärtväxtart som beskrevs av Elmer Drew Merrill och Lily May Perry. Archidendron megaphyllum ingår i släktet Archidendron och familjen ärtväxter. Inga underarter finns listade i Catalogue of Life.